# Кривинська сільська рада
Кри́винська сільська рада (рос. Кривинский сельский совет) — сільське поселення у складі Панкрушихинського району Алтайського краю Росії.
Адміністративний центр — село Криве.

## Населення
Населення — 543 особи (2019; 739 в 2010, 1092 у 2002).

## Склад
До складу сільської ради входять:
| Населений пункт  | Населення, осіб (2002) | Населення, осіб (2010) |
| ---------------- | ---------------------- | ---------------------- |
| Берегове, село   | 425                    | 332                    |
| Криве, село      | 542                    | 357                    |
| Лебедіха, селище | 125                    | 50                     |